# Disgorge
A Disgorge egy San Diegó-i death metal zenekar, mely 1992-ben alakult.
Bryan Ugartechea, Tony Freithoffer és Ricky Myers azzal a céllal hozták létre a zenekart, hogy ők legyenek "Kalifornia legbrutálisabb zenekara". 1992-ben jelent meg az első demó Cognitive Lust of Mutilation címmel. A megjelenést követően Bryan Ugartechea basszusgitáros/énekes kilépett. A zenekar tagsága Matti Way énekessel és Eric Flesy basszusgitárossal bővült.
A második demo 95 Demo címmel már világszerte hozzáférhetővé vált.
A következő anyagot a Cranial Impalement címűt az Extremities Productions jelentette meg. 1997-ben Tony Freithoffer és Eric Flesy elhagyta a zenekart. Az új tagok 1998 végén érkeztek meg Diego Sanchez (gitáros) és Ben Marlin (basszusgitáros) képében.
Az Unique Leader Records ajánlott szerződést a zenekarnak, majd meg is jelentették a következő nagylemezt She Lay Gutted címmel.
A lemez kiadását követően a Disgorge észak-amerikai, dél-amerikai és európai turnéra indult. Nem sokkal később Matti Way elhagyta a zenekart, utódja AJ Magana lett.
Azonban a következő album, a Consume The Forsaken után Magana is kilépett, helyére Levi Fuselier érkezett, valamint egy új gitáros, Ed Talorda személyében.
A negyedik albumot (Parallels Of Infinite Torture) már velük rögzítették.
A megjelenést követően Japánban, Ausztráliában, Új-Zélandon, Thaiföldön, Mexikóban, valamint Indonézia területén játszottak.
2008. január 2-án Ben Marlin a zenekar basszusgitárosa meghalt, miután másfél évig küzdött a rákkal.

## Diszkográfia
Albumok:
- Cranial Impalement (1999)
- She Lay Gutted (1999)
- Consume The Forsaken (2002)
- Parallels Of Infinite Torture (2005)

Demo:
- Cognitive Lust of Mutilation (1992)